# Épinac
Épinac település Franciaországban, Saône-et-Loire megyében. Lakosainak száma 2150 fő (2022. január 1.). Épinac Thury, Aubigny-la-Ronce, Molinot, Morlet, Saisy és Sully községekkel határos.

## Népesség
A település népességének változása:
| Lakosok száma | 2295 | 2234 | 2253 | 2217 | 2182 | 2164 | 2145 | 2150 | 2150 |
|               | 2013 | 2015 | 2016 | 2017 | 2018 | 2019 | 2020 | 2021 | 2022 |